# اداره پست مرکزی کاوناس
اداره پست مرکزی کاوناس (لیتوانیایی: Kauno centrinis paštas) یک دفتر مرکزی پیشین اداره پست در کاوناس، لیتوانی است که یکی از قابل‌توجه‌ترین ساختمان‌های دوره‌ای است که کاوناس، پایتخت موقت لیتوانی بود.

## نگارخانه

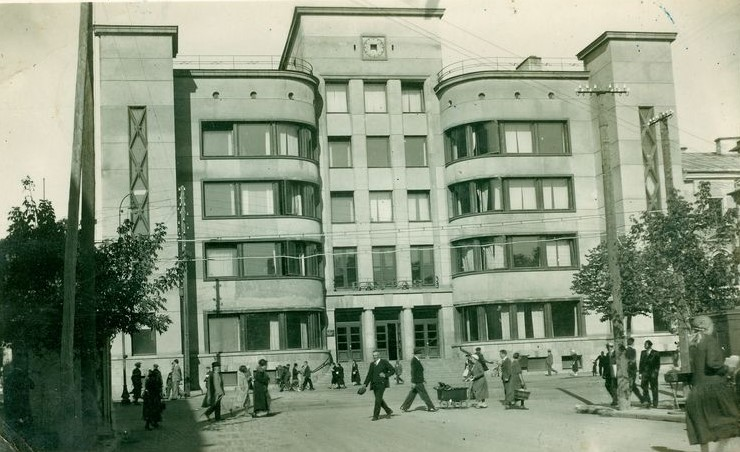
ساختمان در سال ۱۹۳۰
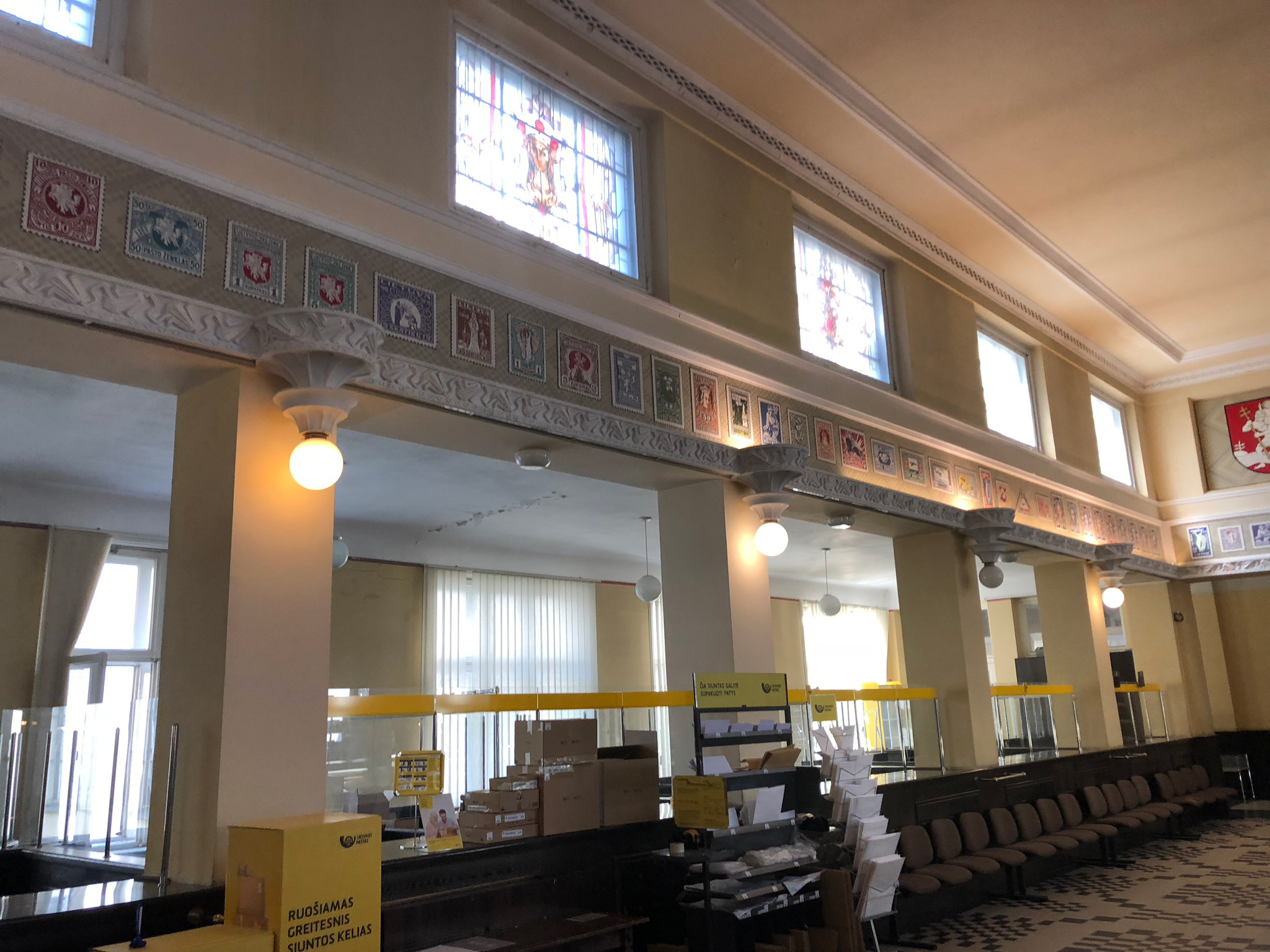
درون
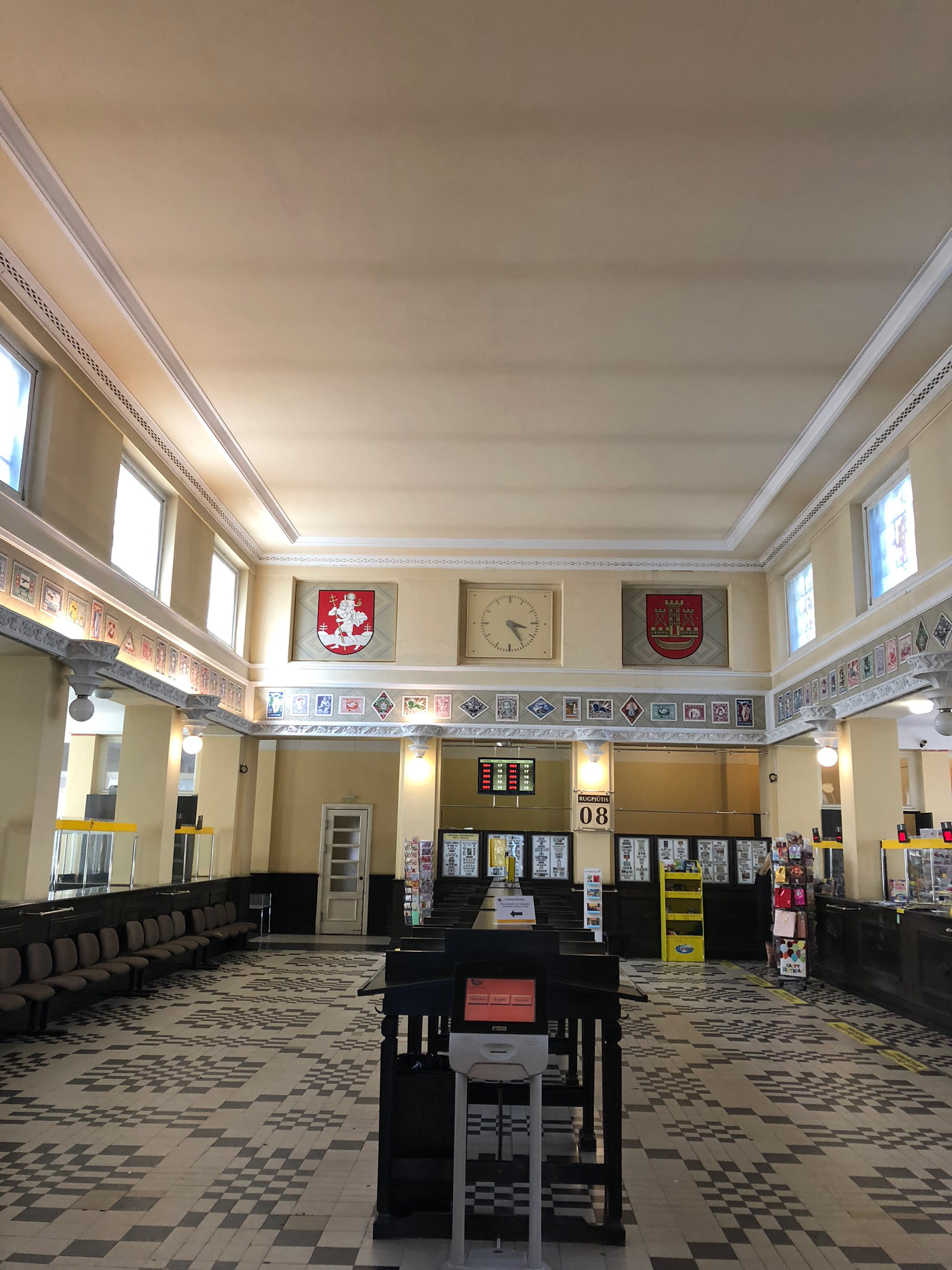
درون
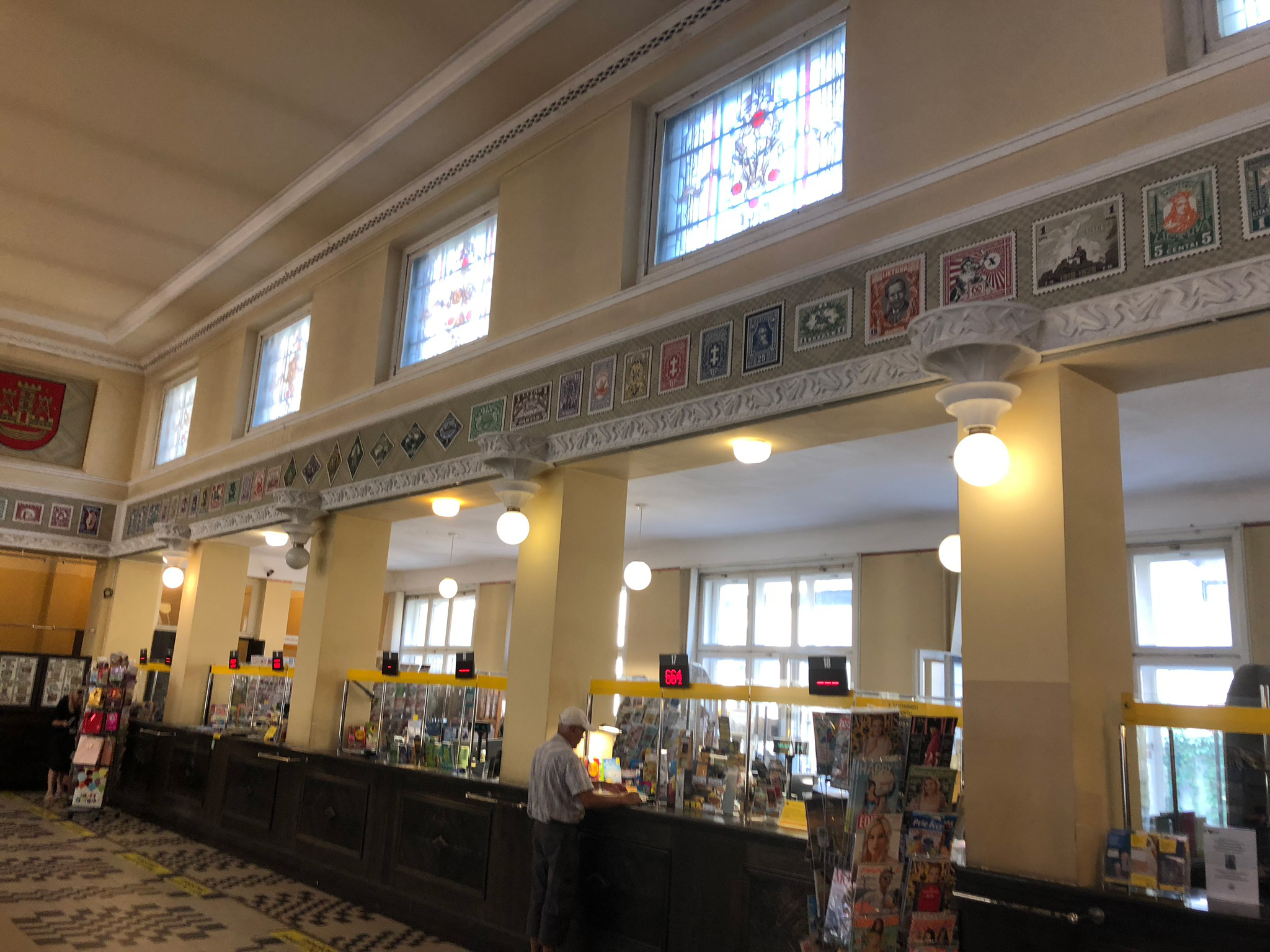
درون
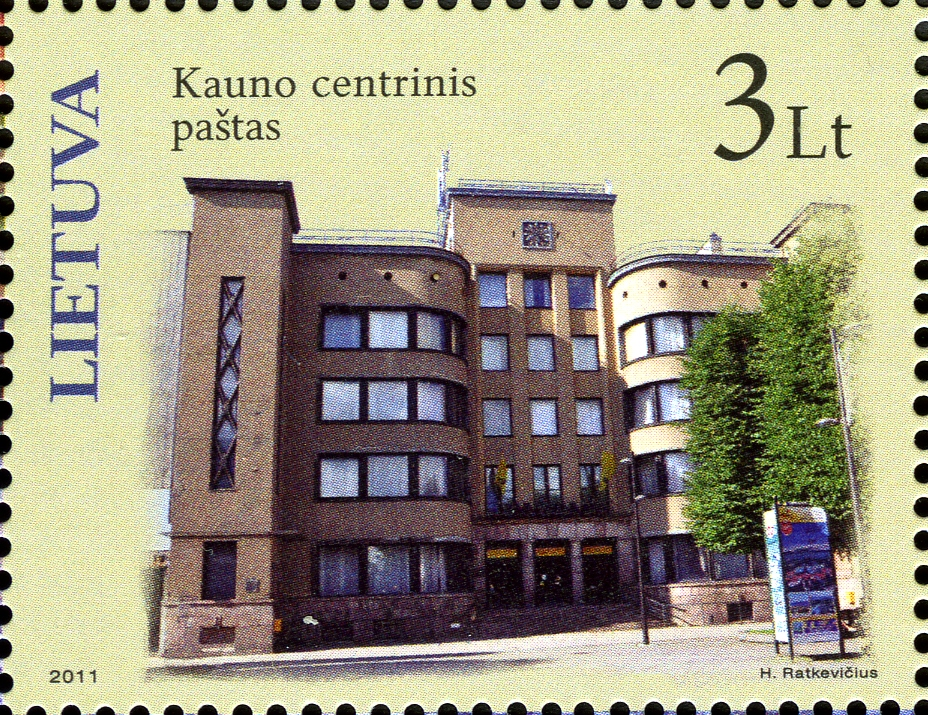
تمبر لیتوانی (۲۰۱۱)